# Ego Trippin'
Ego Trippin' je deveti studijski album repera Snoop Dogga.
Objavljen je 11. travnja 2008. godine. Produkcija na albumu je QDT (Quik-Teddy-Dogg).

## Popis pjesama
|     | Naziv                                                   | Producent(i)                        | Korištene pjesme                                                                | Trajanje |
| --- | ------------------------------------------------------- | ----------------------------------- | ------------------------------------------------------------------------------- | -------- |
| 1.  | "A Word Witchya!" (Intro)                               | Scoop DeVille                       | - "Distant Lover" by Marvin Gaye                                                | 1:20     |
| 2.  | "Press Play" (zajedno s Kurupt)                         | DJ Quik                             | - "Voyage to Atlantis" by The Isley Brothers                                    | 3:48     |
| 3.  | "SD Is Out" (zajedno s Charlie Wilson)                  |                                     |                                                                                 | 3:49     |
| 4.  | "Gangsta Like Me"                                       | Teddy Riley                         |                                                                                 | 4:26     |
| 5.  | "Neva Have 2 Worry" (zajedno s Uncle Chucc)             | Niggaracci                          |                                                                                 | 4:18     |
| 6.  | "Sexual Eruption"                                       | Shawty Redd                         |                                                                                 | 4:00     |
| 7.  | "Life of da Party" (zajedno s Too Short, Mistah F.A.B.) | Scoop DeVille                       |                                                                                 | 4:23     |
| 8.  | "Waste of Time" (zajedno s Raphael Saadiq)              | Raphael Saadiq, Bobby Ozuna         |                                                                                 | 3:33     |
| 9.  | "Cool"                                                  | Teddy Riley                         | - Cover of "Cool" by The Time                                                   | 4:01     |
| 10. | "Sets Up" (zajedno s Pharrell)                          | The Neptunes                        | - "Hola' Hovito" by Jay Z                                                       | 3:44     |
| 11. | "Deez Hollywood Nights"                                 | Nottz                               | - "Hollywood Knights" by Brooklyn Dreams                                        | 4:39     |
| 12. | "Whateva U Do"                                          | Khao                                |                                                                                 | 3:46     |
| 13. | "Staxxx in My Jeans"                                    | Rick Rock                           |                                                                                 | 3:49     |
| 14. | "Been Around tha World"                                 | Niggaracci                          |                                                                                 | 3:36     |
| 15. | "Let it Out"                                            | Teddy Riley                         |                                                                                 | 2:38     |
| 16. | "My Medicine" (zajedno s Willie Nelson)                 | Everlast                            |                                                                                 | 2:40     |
| 17. | "Ridin' in My Chevy"                                    | Scoop DeVille                       |                                                                                 | 3:15     |
| 18. | "Those Gurlz"                                           | Teddy Riley, DJ Quik, Scoop DeVille | - "Too Much Heaven" by The Bee Gees                                             | 4:00     |
| 19. | "One Chance (Make It Good)"                             | Frequency                           | - "Make It Good" by Prince Phillip Mitchell                                     | 3:33     |
| 20. | "Why Did You Leave Me"                                  | Hitboy, Polow da Don                | - "Celtic Rain" by Mike Oldfield                                                | 4:07     |
| 21. | "Can't Say Goodbye" (zajedno s Charlie Wilson)          | Teddy Riley                         | - "The Way It Is" by Bruce Hornsby                                              | 4:07     |
| *   | "Walk Away"                                             |                                     | - "Down Rodeo" by Rage Against The Machine - "Shame on a Nigga" by Wu-Tang Clan | 4:08     |
| *   | "Nobody Better"                                         | Swiff D                             | - "Ain't Nobody" by Chaka Khan                                                  | 3:24     |
| *   | "Shootem Up"                                            | Terrace Martin                      |                                                                                 | 3:40     |

## Singlovi

### "Sensual Seduction"
| Top lista                       | Završna pozicija |
| ------------------------------- | ---------------- |
| U.S. Billboard Hot 100          | 7                |
| Billboard Hot R&B/Hip Hop Songs | 5                |
| Hot Rap Singles                 | 10               |
| Billboard Hot Dance/Club Play   | 1                |
| South Africa Top 40             | 6                |
| Austria Top 75                  | 40               |
| New Zealand Top 40              | 10               |
| Australia Top 50                | 5                |
| UK Top 75                       | 24               |
| Switzerland Top 100             | 22               |
| Germany Top 100                 | 15               |
| Belgium Top 50                  | 30               |
| Sweden Singles Top 60           | 4                |
| Finland Top 20                  | 12               |
| Canadian Hot 100                | 52               |
| Dutch Top 40                    | 21               |

"Those Gurlz"
| Top lista                        | Završna pozicija |
| -------------------------------- | ---------------- |
| Hot R&B/Hip-Hop Singles & Tracks | 91               |